# Firstborn
Firstborn (bra: Quando Se Perde a Ilusão; prt: Firstborn) é um filme norte-americano de 1984, dos gêneros drama e suspense, dirigido por Michael Apted.

## Sinopse
O filme conta a história de Jake Livingston (Christopher Collet), um jovem que sempre foi o homem da casa no lar dos Livingston desde que seus pais se divorciaram, vivendo com sua mãe Wendy (Teri Garr) e seu irmão Brian (Corey Haim). Em meio as dificuldades de cuidar de seus dois filhos, Wendy começa a se envolver com Sam (Peter Weller), que passa a morar com ela e se declara o novo homem da casa. Mas tudo muda quando Jake descobre as atividades ilegais que o novo namorado da mãe comete, descobrindo que se trata de um alcoólico e traficante de drogas. Sam induz a Wendy a uma vida de auto-destruição, e sua presença torna-se problemática quando ele começa a colocar em perigo a vida dela e de seus filhos. Apenas o filho mais velho, Jake, pode salvar a família.

## Elenco
- Teri Garr	 ...	Wendy
- Peter Weller	 ...	Sam
- Christopher Collet	 ...	Jake Livingston
- Corey Haim	 ...	Brian Livingston
- Sarah Jessica Parker	 ...	Lisa
- Robert Downey Jr.	 ...	Lee
- Christopher Gartin	 ...	Adam
- James Harper	 ...	Mr. Rader
- Richard Brandon	 ...	Alan Livingston
- Gayle Harbor	 ...	Joanne
- Ellen Barber	 ...	Pat
- Richard E. Szlasa	 ...	Treinador Gant
- Beverly May	 ...	Sra. Mercer
- Brian Lima	 ...	Robby
- J.D. Roth	 ...	Ken